# Theodor von Liebenau

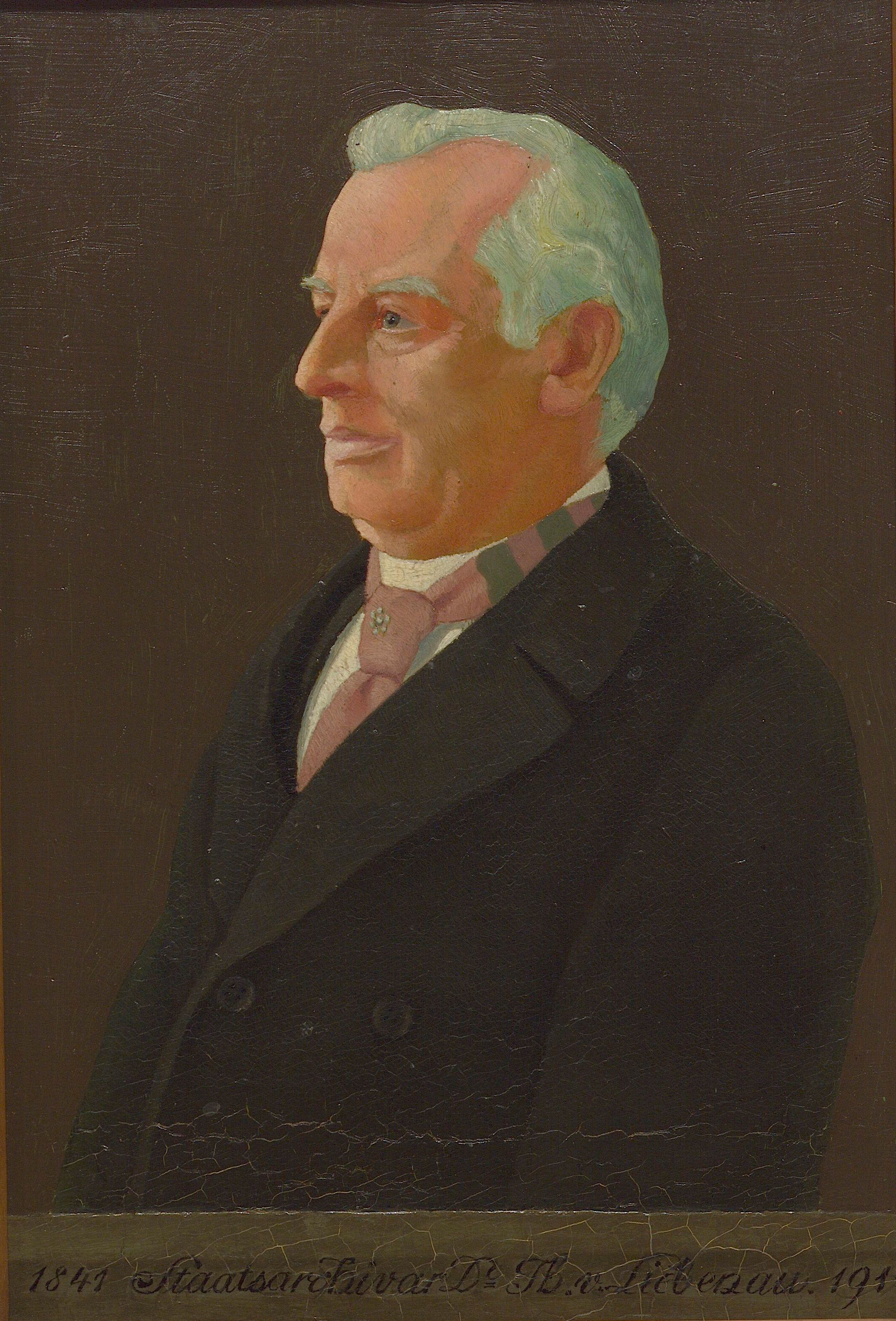
Porträt von Theodor von Liebenau

Theodor von Liebenau (* 3. Dezember 1840 in Luzern; † 16. November 1914 ebenda) war ein Schweizer Archivar und Historiker.

## Leben
Er war ein Sohn von Hermann von Liebenau und der Jakobea Pfyffer von Altishofen und der Enkel von Joseph von Laßberg und der Fürstin Elisabeth zu Fürstenberg.
Von 1847 bis 1852 besuchte er die Volksschule in Luzern und wechselte dann auf das Gymnasium und Lyzeum. Ab 1861 studierte er in Innsbruck und München (1864/1865) Geschichtswissenschaften. 1865 begann er seine Berufslaufbahn im Fürstlich Fürstenbergischen Archiv in Donaueschingen, aber bereits im Herbst 1866 kam er zum Luzerner Staatsarchiv. Am 1. Juli 1867 rückte er dort zum Unterarchivar auf und am 26. Juni 1871 bekam er die Stelle des Staatsarchivars. Für das Staatsarchiv konnte er den Gatterer-Apparat erwerben und erstellte als erster (und bisher einziger) ein vollständiges Verzeichnis dieses bedeutenden Bestandes.
Liebenau war Mitglied der Geschichtsforschenden Gesellschaft der Schweiz und gehörte ihrem Vorstand von 1874 bis 1898 an. Er wirkte auch in einigen kantonalen Geschichtsvereinen mit. Überdies war er in der Schweizerischen Numismatischen Gesellschaft und der Heraldischen Gesellschaft „Adler“ tätig.
1877 wurde er zum Ehrendoktor der philosophischen Fakultät und 1906 zum Ehrenbürger von Luzern ernannt. Obwohl Liebenau 1905 erblindete, konnte er seine Arbeit als Staatsarchivar von Luzern, nicht zuletzt durch die Unterstützung seiner Schwester Anna von Liebenau, bis zu seinem Tod fortsetzen.

## Werke (Auswahl)
- Geschichte der Freiherren von Attinghusen und von Schweinsberg. Ein Beitrag zur Geschichte der Urkantone. Aarau 1865. Digitalisat
- Geschichte des Klosters Königsfelden. Luzern 1868. Digitalisat
- Das Kloster Königsfelden, geschichtlich dargestellt von Th. von Liebenau, kunstgeschichtlich von Wilhelm Lübke. Textband, (Dritter Band der Reihe ‹Denkmäler des Hauses Habsburg in der Schweiz›), Zürich 1867 und 1871. Digitalisat
- Das Kloster Königsfelden. Tafelband, Zürich 1871. Digitalisat
- Frischhans Teilling und der geschworne Brief von Luzern vom 24. Juni 1489. Ohne Ort, 1872. Digitalisat
- Die Schlacht bei Sempach - Gedenkbuch zur fünften Säcularfeier. Luzern 1886. Digitalisat
- Das Gasthof- und Wirthshauswesen der Schweiz in aelterer Zeit. Zürich 1891.
- Geschichte der Fischerei in der Schweiz. Bern 1897.
- Zur Geschichte der Ablassprediger in der Schweiz. In: Basler Zeitschrift für Geschichte und Altertumskunde,  2 (1903), S. 72–80. (Digitalisat in E-Periodica)

Eine Übersicht seiner Werke findet sich bei
- Peter Xaver Weber: Die literarischen Arbeiten von Staatsarchivar Dr. Th. von Liebenau in Luzern. Wyss, 1914